# François-Auguste Gevaert

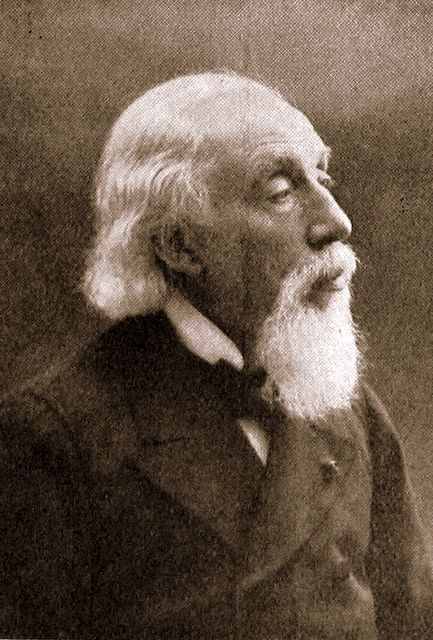
François-Auguste Gevaert

François-Auguste Gevaert (* 30. Juli 1828 in Huise; † 24. Dezember 1908 in Brüssel) war ein belgischer Komponist und Musikschriftsteller.

## Leben
Gevaert, Sohn eines Bäckers, studierte bei Martin-Joseph Mengal, dem Direktor des Konservatoriums von Gent, Harmonielehre und Kontrapunkt. 1847 verlieh ihm das Brüsseler Konservatorium den belgischen Prix de Rome für seine Kantate Le roi Lear. Seine erste Anstellung war die eines Musiklehrers an einem Jesuiten-Gymnasium. Hier studierte er, seine Komponistenlaufbahn vorbereitend, die Werke von Mozart und Gluck.
Nachdem er zuvor in Gent die dreiaktige Oper Hugues de Zonnerghem und die einaktige komische Oper Comédie à la Ville zur Aufführung gebracht hatte, trat er 1849 eine Reise an, die ihn über Paris nach Italien, Frankreich, Spanien und Deutschland führte, worauf er sich 1853 in Paris niederließ. Hier brachte er zunächst die komische Operette Georgette, dann 1854 die dreiaktige, durch Melodienreichtum und gediegene Arbeit ausgezeichnete Oper Le Billet de Marguerite mit großem Beifall auf die Bühne. Später folgten Les Lavandières de Santarem (1856), Quentin Durward (1857), Le Diable au Moulin (1859), Château-Trompette (1860) und Capitaine Henriot (1864). 
Bedingt durch den Erfolg seiner Bühnenwerke wurde er 1867 zum Musikdirektor der Pariser Oper ernannt, eine Stelle, die jahrelang unbesetzt gewesen war. In den Wirren des Deutsch-Französischen Krieges von 1870 verließ er Paris, jedoch mit der Absicht nach Beendigung der Feindseligkeiten zurückzukehren. 1873 wurde er als auswärtiges Mitglied in die Académie des Beaux-Arts aufgenommen. 
Zwischenzeitlich verstarb François-Joseph Fétis, und Gevaert wurde Direktor des Konservatoriums in Brüssel. Hier erweiterte er die angebotenen Fächer und konnte berühmte Musiker wie Henri Vieuxtemps, Eugène Ysaÿe, Edgar Tinel, Paul Gilson und Arthur De Greef engagieren. Durch sein energisches Vorgehen gelang es ihm, das Unterrichtsniveau erheblich zu steigern. Er gründete die aus Lehrern und den besten Studenten bestehende „Sociéte des Concerts du Conservatoire“ mit denen er Werke von Bach und Händel, die zu dieser Zeit in Belgien noch gänzlich unbekannt waren, aber auch Werke von Gluck, Mozart, Haydn und Beethoven aufführte. Werke von bekannten zeitgenössischen Komponisten wie Wagner, Franck, Grieg und Brahms, kamen erst nach und nach, nach deren Tode zur Aufführung.
Als Musiktheoretiker verfasste Gevaert einen Traité général d’Instrumentation (1864), der von Tschaikowski ins Russische und dessen Neufassung Nouveau traité d’instrumentation (1885) von Hugo Riemann ins Deutsche übersetzt wurde. Außerdem veröffentlichte er einen Cours méthodique d’orchestration (1890), den Traité d’harmonie, théorique et pratique (1907) sowie neben einigen kleineren Schriften eine Histoire et Théorie de la Musique de l’Antiquité. Er war neben Raymund Schlecht und Peter Bohn Gründungsmitglied des Vereines zur Erforschung alter Choralhandschriften zwecks Wiederherstellung des cantus S. Gregorii des Trierer Dommusikdirektors Michael Hermesdorff, dem außerdem bedeutende weitere Forscher wie Anselm Schubiger, Joseph Pothier und Robert Eitner beitraten und der im deutschsprachigen Raum die wohl bedeutendsten Vorarbeiten zur Wiederherstellung des Gregorianischen Chorals leistete.
Gegen Ende seines Lebens ernannte der belgische König ihn zum Baron. Zu diesem Anlass bestellte der König bei ihm das Kongolesische Nationallied Vers l’avenir. 1904 bekam er den Orden Pour le Mérite für Wissenschaften und Künste verliehen. Seit 1872 war er Mitglied der Académie royale des Sciences, des Lettres et des Beaux-Arts de Belgique und in den Jahren 1889, 1895 und 1905 Präsident der Akademie. Zum Weihnachtsfest 1908 komponierte Gevaert eine Große Weihnachtsmesse, jedoch verstarb er am Heiligabend, dem Tag vor der Aufführung.

## Werke (Auswahl)
- Te Deum (1843)
- Ouverture Flandre au lion (1848)
- La Comédie à la Ville (Grand Théatre Gent, 1849; Neuburger Kammeroper, 2025)
- Fantasía sobre motivos españoles (1850)
- Requiem (1853)
- Le diable au moulin (Opéra-Comique (Paris), 1859; Neuburger Kammeroper, 2025)
- Grand’ Messe de Noël – Puer natus est (1907)
- Quartett für Klarinette, Horn, Fagott und Klavier

Weltliche Kantaten
- België (1847)
- Le roi Léar (1847)
- Évocation patriotique (1856)
- De nationale verjaerdag (1857)
- Le retour de l’armée (1859)
- Jacob van Artevelde (1864)

Bearbeitungen
- Joseph Haydns Cellokonzert Nr. 2 D-Dur